# اوپی‌وی نمسیس
اوپی‌وی نمسیس (به انگلیسی: OPV Nemesis) یک کشتی است که طول آن ۳۲ متر (۱۰۵ فوت) می‌باشد. این کشتی در سال ۲۰۰۸ ساخته شد.